# Plakortis lita
Plakortis lita är en svampdjursart som beskrevs av de Laubenfels 1954. Plakortis lita ingår i släktet Plakortis och familjen Plakinidae.
Artens utbredningsområde är havet kring Mikronesien. Inga underarter finns listade i Catalogue of Life.